# Leon Best
Leon Julian Best (Nottingham, 19 de setembro de 1986) é um ex-futebolista inglês naturalizado irlandês que atuava como atacante.

## Carreira
Best iniciou sua carreira no Notts County. Antes de chegar ao time profissional, se transferiu para o Southampton, que na época, disputava a Premier League. Sua estreia na equipe profissional aconteceu no seu aniversário de dezoito anos. Disputou mais duas partidas antes de ser emprestado por um período de dois meses ao Queens Park Rangers, onde disputou cinco partidas.
Após retornar ao Southampton, permaneceu no clube durante quase oito meses, participando do vice-campeonato da Copa da Inglaterra juvenil, quando foi emprestado novamente, dessa vez ao Sheffield Wednesday, durante um mês. Durante sua passagem no Wednesday, marcou seu primeiro gol como profissional, em 9 de agosto de 2005, contra o Hull City. Porém, nessa mesma partida, Best acabou quebrando o pé e, retornando ao Southampton, apenas cinco dias após seu empréstimo.
Ficou parado durante alguns meses e, pouco tempo depois, retornou aos campos atuando pelo Southampton. Três partidas depois, foi emprestado novamente ao Sheffield Wednesday, onde permaneceu durante essa passagem dois meses, tento uma maior sequência. Após seu retorno, permaneceu durante alguns meses no clube, quando foi emprestado ao Bournemouth, mas dessa vez com um período de quatro meses. Em seguida, foi repassado ao Yeovil Town, onde marcou dez vezes em quinze partidas.
Em seu retorno ao Southampton, permaneceu durante alguns meses, tendo atuações regulares. Em 5 de julho de 2007, Best se transferiu para o Coventry City, que pagou seiscentos e quinhentas mil libras ao Southampton, tendo o valor sido decidido por um tribunal. Best passou a ter atuações regulares, tendo sofrido uma lesão no rosto e, para continuar atuando, passou a utilizar uma máscara, ganhando, posteriormentem, o apelido de "Zorro" e, muitos dos torcedores passaram a utilizar as máscaras nos estádios.
Tendo participações importantes no Coventry City, se transferiu para o Newcastle United em 1 de fevereiro de 2010, firmando um contrato de três temporadas e meia, com valores não revelados. Best passou a utilizar a camisa número 20, que pertência ao camaronês Geremi Njitap, que deixou o clube no mesmo dia. Sua estreia aconteceu quatro dias depois, na partida contra o Cardiff City.
Em 2 de julho de 2012, assinou um contrato de quatro anos para defender o Blackburn Rovers, que pagou £3 milhões.

### Seleção nacional
Mesmo tendo nascido na Inglaterra, Best optou por defender a Irlanda, fazendo sua estreia na partida contra a Nigéria (1 a 1), em 29 de maio de 2009. Antes, Best tinha defendido a equipe sub-21 durante uma partida no ano anterior.